# اموتوگانداپلی
اموتوگانداپلی (به انگلیسی: Amuthugondapalli) یک منطقهٔ مسکونی در هند است که در تامیل نادو واقع شده‌است.